# Neillia thyrsiflora
Neillia thyrsiflora là loài thực vật có hoa trong họ Hoa hồng. Loài này được D. Don mô tả khoa học đầu tiên năm 1825.